# 사와우치촌
사와우치촌(沢内村)은 이와테현의 내륙 중부 아키타현과의 경계에 위치한 와가군에 소재하고 있던 정이다.
2005년 11월 1일에 이웃한 유다정과 합병해, 니시와가정이 되어 소멸했다.

## 연혁
- 1889년 4월 1일 : 정촌제 시행과 함께 니시와가군 사와우치촌이 성립하였다.
- 1896년 3월 29일 - 니시와가군 과 히가시와가군이 합병해 와가군이 되었다.
- 1961년 - 나라에 앞서 후카자와 세이오가 유아 의료비와 노인의료비의 무료화를 실시하였다.
- 1963년 1월 1일 - 전국 최초로 유아 사망률 제로 달성(1962년 1세 미만 유아 사망 제로)
- 2005년 11월 1일 - 사와우치촌과 와가군 유다정이 합병해 와가군 니시와가정이 되었다.

## 교통

### 철도
- 동일본 여객철도
  - 기타카미선